# كارولينا سولبرغ سالغادو
كارولينا سولبرغ سالغادو (مواليد 6 أغسطس 1987) هي لاعبة كرة طائرة شاطئية برازيلية.